# Daia (Giurgiu)
Daia é uma comuna romena localizada no distrito de Giurgiu, na região de Muntênia. A comuna possui uma área de 63.59 km² e sua população era de 2814 habitantes segundo o censo de 2007.